# 鈴井ナルミ
鈴井 ナルミ（すずい なるみ、女性、12月14日 - )は、アダルトゲームブランド・riffraff所属の原画家、成年向け漫画家および元アニメーター。同人サークル「回遊企画」を主宰している。愛知県出身。血液型はA型。

## 人物
美少女と海を好む。

## 作品リスト
※印は鳴海聖子名義

### ゲーム
- 恋愛家庭教師ルルミ★Coordinate!（riffraff）
- 3人いる! 〜Happy Wedding in Livingroom〜（riffraff)

### 漫画
- 萌えーしょんグラフィックス（2012年4月26日、マックス、ISBN 978-4-86379-068-1）

### TVアニメ
- 銀盤カレイドスコープ（作画監督）※
- ファンタジックチルドレン（作画監督補佐）※
- まかでみ・WAっしょい!（原画、版権イラスト）※

### OVA
- 大悪司（原画）
- ひぐらしのなく頃に礼（原画）※

### その他
- 「デジタル・ラノベ」制作ツール らのべえ（イーフロンティア、サンプルキャラクターデザイン・原画）